# Kazuki Saito
Kazuki Saito (齊藤 和樹 Saito Kazuki?, nacido el 21 de noviembre de 1988 en Shizuoka) es un futbolista japonés que se desempeña como delantero.

## Trayectoria

### Clubes
| Club            | País  | Año         |
| --------------- | ----- | ----------- |
| Fagiano Okayama | Japón | 2011 - 2015 |
| Júbilo Iwata    | Japón | 2016 - 2017 |
| Fagiano Okayama | Japón | 2018 - 2023 |

## Estadística de carrera

### J. League
| Club            | Año   | J. League | J. League | Copa J. League | Copa J. League | Total | Total |
| Club            | Año   | Part.     | Goles     | Part.          | Goles          | Part. | Goles |
| --------------- | ----- | --------- | --------- | -------------- | -------------- | ----- | ----- |
| Roasso Kumamoto | 2011  | 7         | 0         | -              | -              | 7     | 0     |
| Roasso Kumamoto | 2012  | 30        | 4         | -              | -              | 30    | 4     |
| Roasso Kumamoto | 2013  | 37        | 8         | -              | -              | 37    | 8     |
| Roasso Kumamoto | 2014  | 41        | 7         | -              | -              | 41    | 7     |
| Roasso Kumamoto | 2015  | 41        | 12        | -              | -              | 41    | 12    |
| Júbilo Iwata    | 2016  | 17        | 0         | 6              | 1              | 23    | 1     |
| Júbilo Iwata    | 2017  | 7         | 0         | 6              | 0              | 13    | 0     |
| Total           | Total | 180       | 31        | 12             | 1              | 192   | 32    |